# Kate Sheppard
Katherine Wilson Sheppard (10 de marzo de 1847 – 13 de julio de 1934) fue la integrante más destacada del movimiento por el sufragio femenino en Nueva Zelanda y por ello, la sufragista más famosa de ese país. Dado que Nueva Zelanda fue el primer país en aprobar el sufragio femenino en condiciones igualitarias al de los varones, el trabajo de Sheppard para lograr este fin tuvo un impacto considerable sobre los movimientos por el sufragio femenino en otros países.
Kate Sheppard fue educada en Escocia y se trasladó a Nueva Zelanda en los años 60. Como joven feminista, creía firmemente que las mujeres deberían participar en todos los aspectos sociales y políticos.  En una época en que las mujeres eran educadas para ser "señoritas", ella promovía que las mujeres realizaran actividades físicas, como ir en bicicleta.
En 1885 Kate Sheppard se unió a Unión Cristiana de Mujeres por la Templanza y dos años después se convirtió en la lideresa del sufragio de campaña. En esta labor organizó reuniones, escribió lecturas y realizó peticiones al Parlamento. Tras varios intentos consiguió su propósito y en 1893 las mujeres pudieron votar, siento Nueva Zelanda el primer país del mundo en reconocer el derecho de voto a las mujeres. 